# Hypena obesalis
Hypena obesalis là một loài bướm đêm thuộc họ Noctuoidea. Nó được tìm thấy ở châu Âu.
Sải cánh dài ca. 40 mm. Con trưởng thành bay in từ tháng 6 onwards.
Ấu trùng ăn tầm ma.